# Pele Koljonen
Pele Koljonen (25 de julho de 1988) é um futebolista finlandês.